# 凌孜
凌孜（1941年1月30日—），汉族，叶剑英女，第十一届全国政协委员。
原名叶向真，后改名为凌孜、凌子。她是叶剑英的女儿，出生于延安。1949年叶剑英任第一任北京市长，她随父亲进入北京。就读北京师大女附中（现北京实验中学），后考入北京电影学院导演系。“文化大革命”期间，被江青、谢富治等人送进监狱，关押近4年时间。
担任中华孔子学会副会长、北京电影制片厂原导演，执导过《原野》、《风吹唢呐声》等电影。2008年，当选第十一届全国政协委员，代表中华全国妇女联合会，分入第十九组。